# 黃花排
22°14′01.0″N 113°4′48.5″E / 22.233611°N 113.080139°E
黃花排位於香港大嶼山雞公山對開海域，二澳碼頭以西2.3公里的一個排嶼，屬香港最西的島嶼，位於海岸公園範圍內。撇除混凝土結構，該島屬適淹礁。此島原屬中國大陸範圍。由於中華人民共和國國務院令第221號將香港範圍重新劃界，部分屬大陸範圍被劃入香港（例如此島），部分屬香港範圍被劃入大陸。以往英治年代繪製的地圖一概不畫此島。
此島因盛產黃花魚而得名，而中華白海豚喜歡吃黃花魚。

## 設施
2000年，政府興建了燈標（編號215，黃色燈）及混凝土結構（附登岸樓梯）。2023年政府又在黃花排附近水域設置科研浮標 “PWWHK”作為實時波浪監測站。 